# 아드미랄테이스카야역
아드미랄테이스카야역(러시아어: Адмиралтейская)은 러시아 상트페테르부르크 시에 있는 상트페테르부르크 지하철 프룬젠스코 프리모르스카야 선의 역이다.
2011년 12월 28일에 개통된 이 역은 주변에 위치한 넵스키 프로스펙트 역과 고스티니 드보르 역의 혼잡 해소는 물론 예르미타시 미술관이나 다른 유명한 박물관들과의 직접적인 연관성을 제공하기 위해 건설된 역이다. 그러나, 역의 완공은 자금 부족과 역의 출구 배치 논란으로 인해 차질을 빚게 되었고, 넵스코 바실레오스트롭스카야 선에 임시로 지정된 아드미랄테이스카야-2(역의 건설은 아직 시작되지 않은 시점)로 환승 서비스를 제공하려고 했었다. 출구 위치가 확정된 2008년 프룬젠스코 프리모르스카야 선의 아드미랄테이스카야-1 역이 개통될 예정이었으나, 본 역의 역사적 의미에 대한 우려로 인하여 개통이 밀리게 되었다. 2009년 6월, 이 문제가 해결되어 2011년 12월 28일 역이 개통되었다.

## 역명
아드미랄테이스카야 역은 인근에 위치한 러시아 구해군성에서 유래하였다.

## 구조
아드미랄테이스카야 역은 두 대의 연속되는 에스컬레이터가 설치되어 지상과 직접 연결되어 있다. 에스컬레이터를 125m(410ft) 이상 만드는 것이 매우 어려운 관계로 중간 높이까지 1개의 긴 에스컬레이터를 만들기로 결정했다. 이 높이에서 더 짧은 25m(82ft) 에스컬레이터가 역으로 이어진다. 역의 심도는 86m(282ft)로 상트페테르부르크에서 가장 깊은 지하철역이다.

## 사진

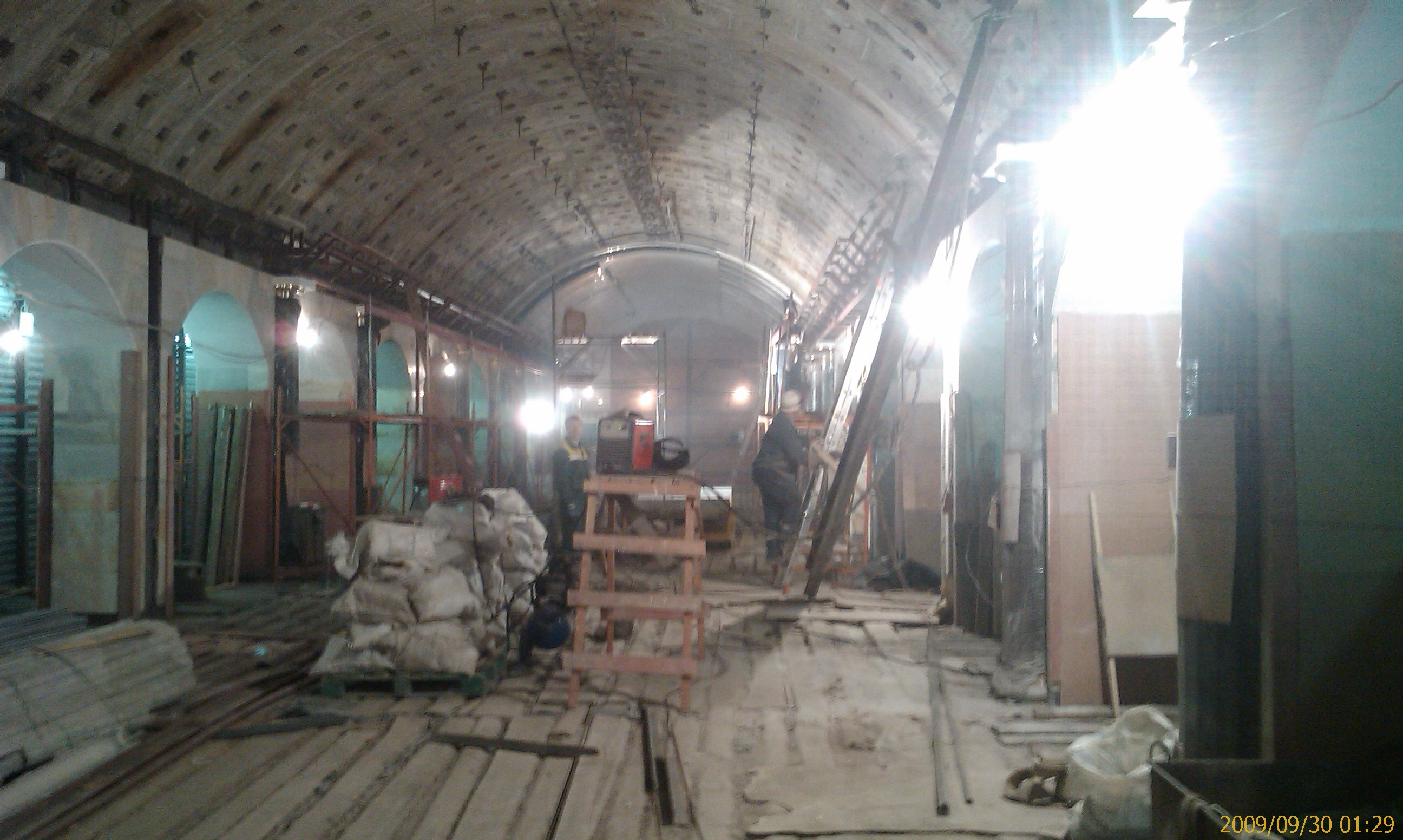
건설 당시 사진
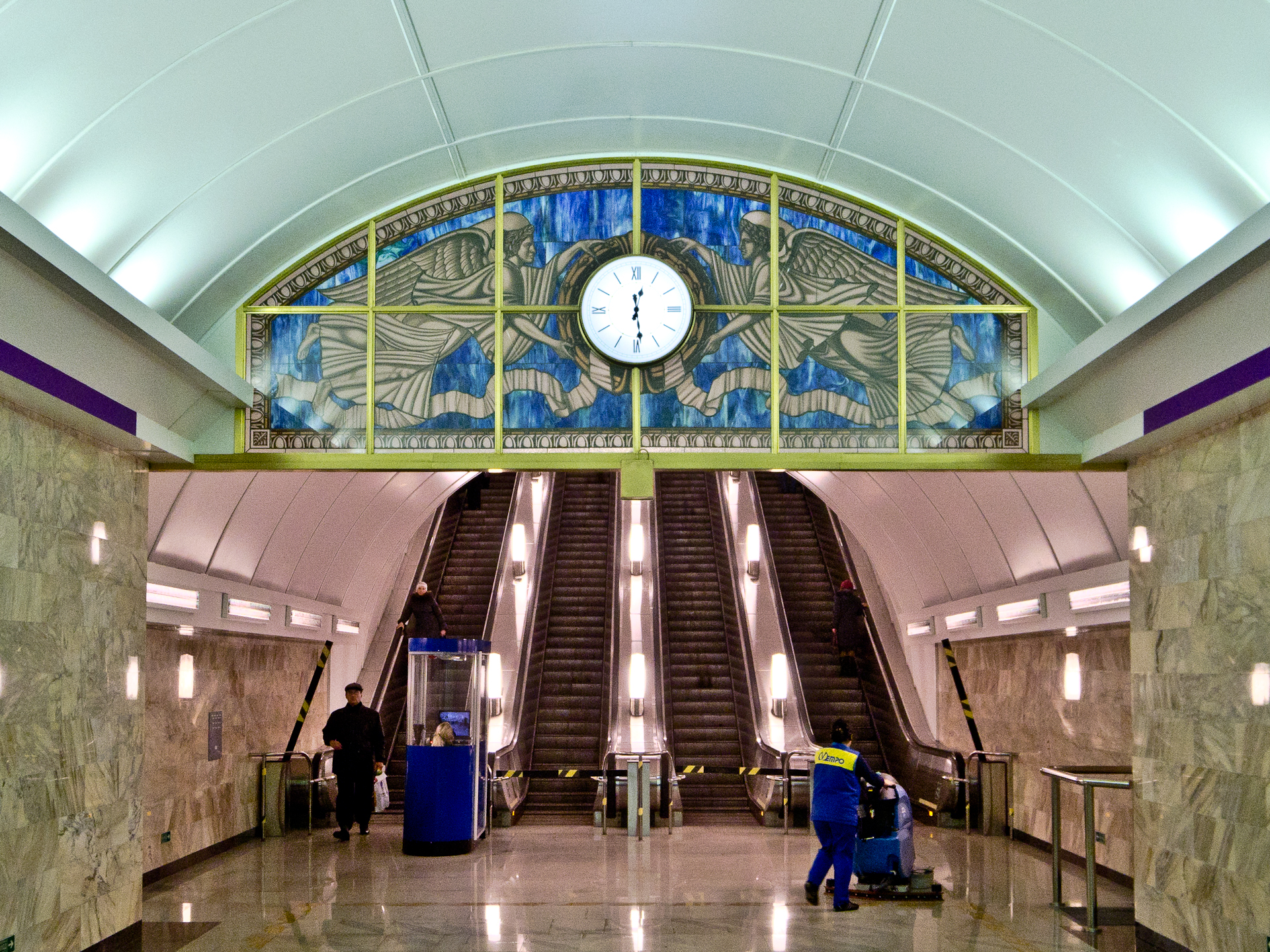
에스컬레이터
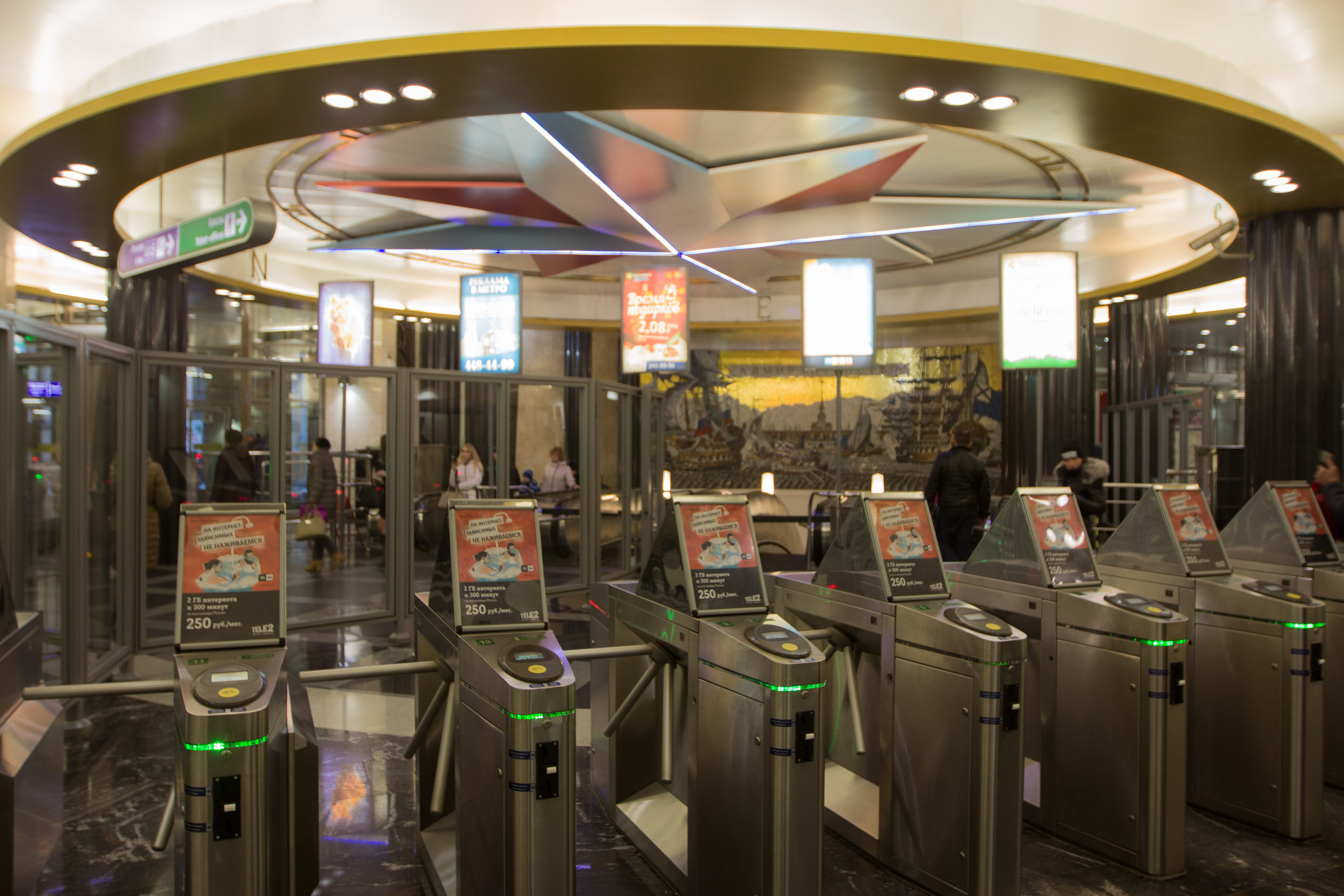
게이트
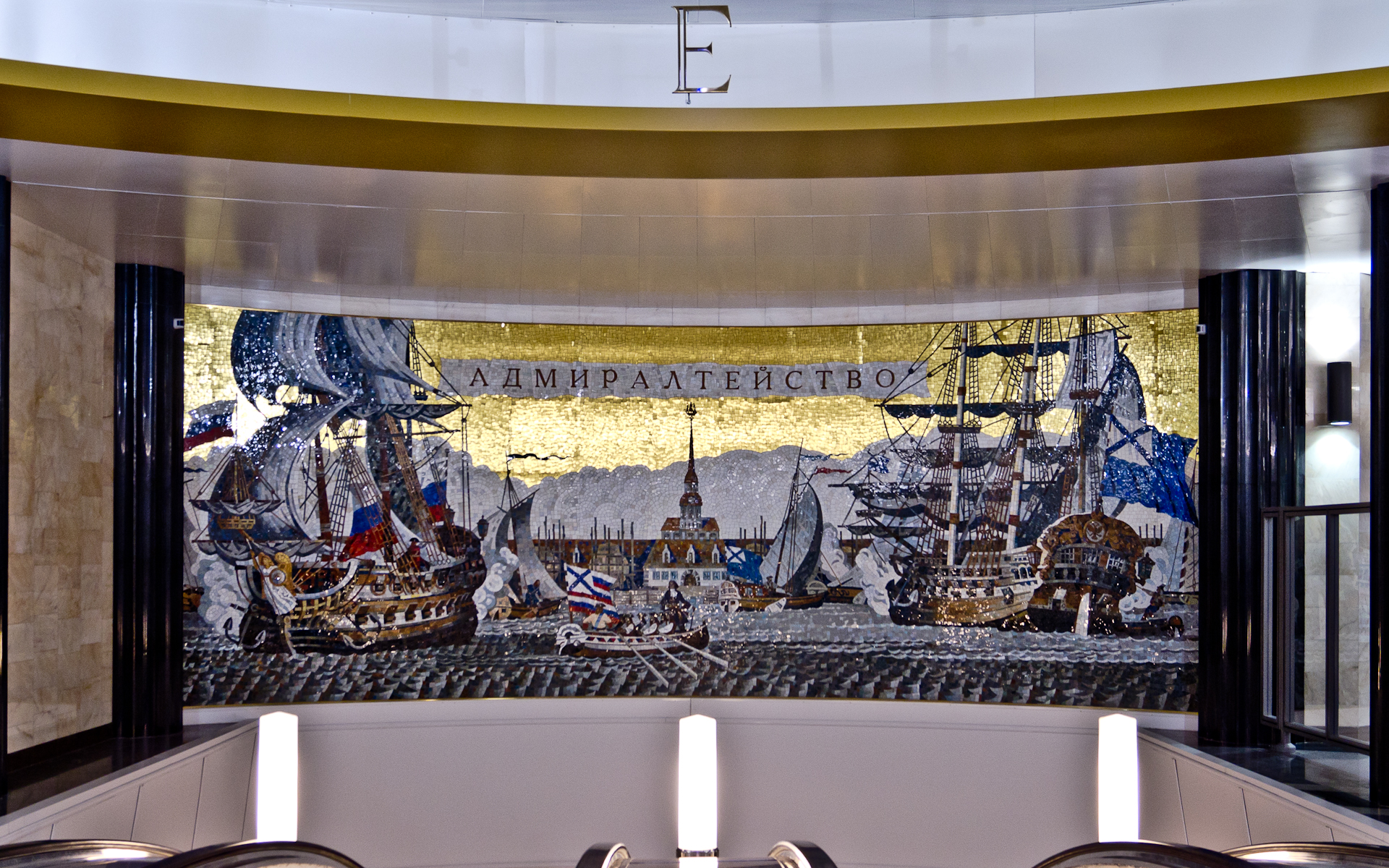
모자이크 장식 벽화
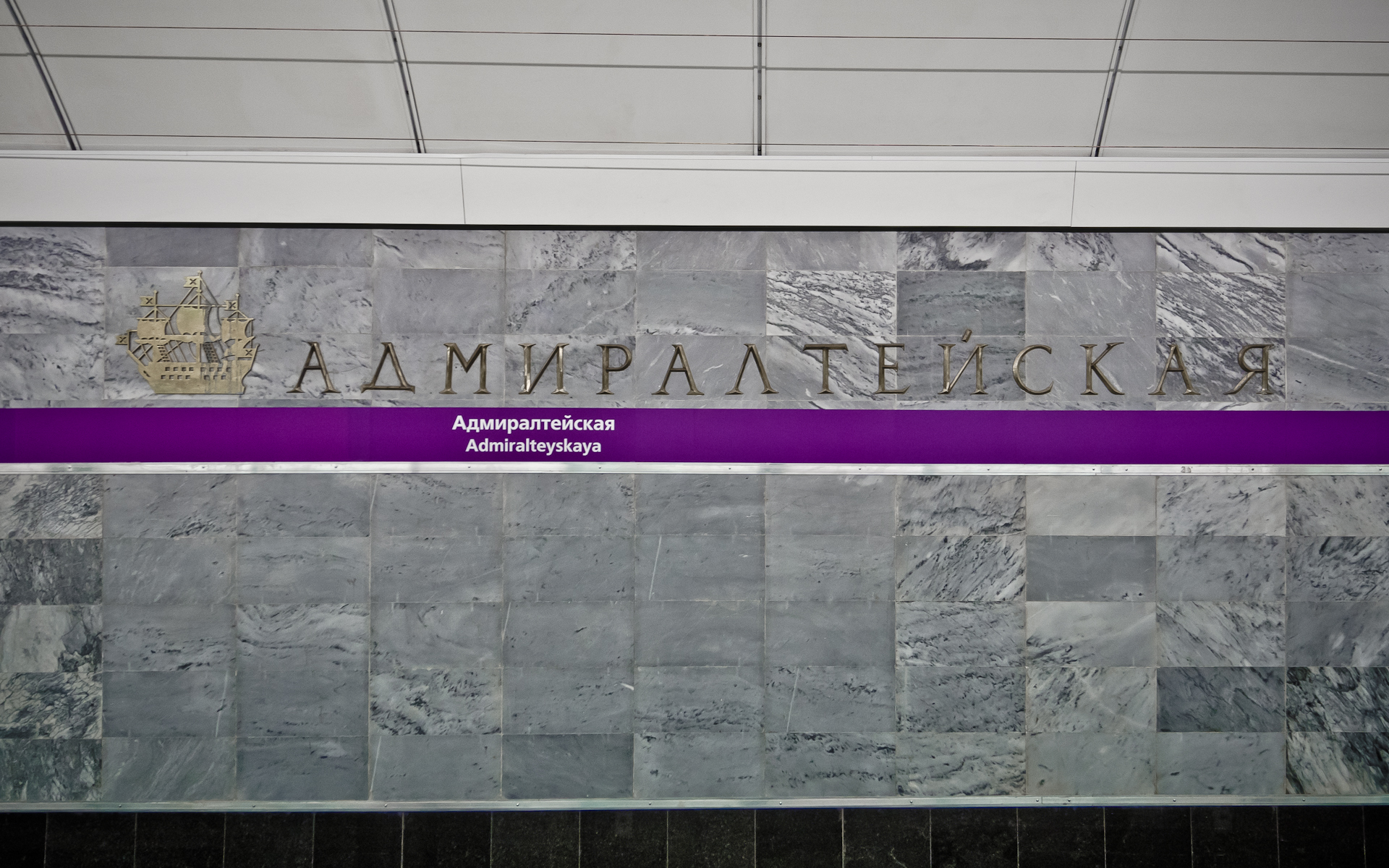
역명판